# Аурешти (Валча)
Аурешти (рум. Aurești) насеље је у Румунији у округу Валча у општини Орлешти. Oпштина се налази на надморској висини од 159 m.

## Становништво
Према подацима из 2002. године у насељу је живело 310 становника, од којих су сви румунске националности.